# Boramae-gongwon
Boramae-gongwon är en park i Sydkorea.   Den ligger i provinsen Seoul, i den nordvästra delen av landet, i huvudstaden Seoul. Boramae-gongwon ligger 8 meter över havet.
Terrängen runt Boramae-gongwon är platt åt nordväst, men åt sydost är den kuperad. Runt Boramae-gongwon är det mycket tätbefolkat, med 9 644 invånare per kvadratkilometer. Närmaste större samhälle är Seoul, 9,7 km nordost om Boramae-gongwon. Runt Boramae-gongwon är det i huvudsak tätbebyggt.